# Шопрон
Шо́прон (угор. Sopron; нім. Ödenburg) — місто на північному заході Угорщини, поруч з австрійським кордоном. Друге за розміром місто в окрузі Дьйор-Мошон-Шопрон після Дьйора. Населення 56 394 осіб (2005).

## Географія і транспорт
Місто розташоване близько за 220 кілометрів на захід від Будапешту, за 80 кілометрів на захід від Дьйора, за 50 кілометрів на північ від Сомбатхея та за 60 кілометрів на південний схід від Відня. Австрійський кордон проходить за 6 кілометрів від міста. Через Шопрон протікає невелика річка Іква, що належить до басейну озера Нойзідлер-Зеє (Ферте). Саме озеро лежить за 10 кілометрів на північний схід від Шопрона. Місто сполучене автомобільними та залізничними шляхами з Віднем, Дьйором й містами регіону Балатона.

## Історія

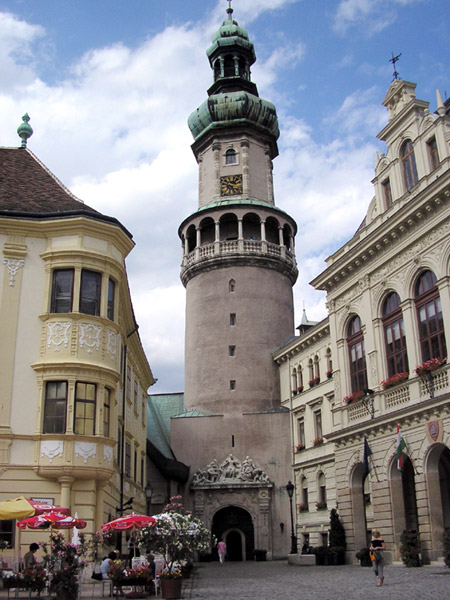
Пожежна вежа

Поселення на місці сучасного міста існувало з сивої давнини. У римський період тут існувало місто Скарбантія, що лежало на Бурштиновому торговому шляху, який поєднував Прибалтику з південною Європою. Форум Скарбантії знаходився на тому ж місці, де зараз розміщена головна площа Шопрона.
Після падіння імперії місто було цілком зруйноване й знову відновлене вже після приходу угорців. У XI столітті тут було зведено міські мури й укріплений замок. Своє угорське ім'я — Шопрон — місто отримало за іменем одного з володарів замку. Перша згадка назви Шопрон зафіксована в 1153. У XIII столітті отримав статус вільного королівського міста.
У часи турецької навали на Угорщину у XVI столітті місто було в 1529 році розкрадене турецькою армією, однак встановити контроль над Шопроном турки не змогли. До міста стікалась велика кількість біженців з окупованих територій, що спричинило його зростання.
У 1676 році знищено великою пожежею. Сучасний історичний центр Шопрона було відбудовано за декілька наступних десятиліть. У цей же час Шопрон став столицею однойменного комітату.
Після Першої світової війни й розпаду Австро-Угорщини Шопрон згідно з Версальською угодою мав відійти до Австрії, однак після заворушень у місті його долю було вирішено на референдумі. 65 % жителів міста проголосували за залишення Шопрона в Угорщині.
Під час Другої світової війни місто сильно постраждало, а майже все численне єврейське населення міста було винищене у таборах смерті. Радянська армія увійшла у Шопрон 1 квітня 1945.
19 серпня 1989 на австро-угорському кордоні поряд із Шопроном відбувся так званий Європейський пікнік. За взаємною домовленістю на три години було відкрито кордон між країнами, чим скористались понад 600 громадян, що виїхали на Захід. Шопронський Європейський пікнік став одним із символів падіння залізної завіси.

## Економіка
У соціалістичний період в місті було зведено декілька індустріальних підприємств. Після краху соціалізму Шопрон став одним з головних центрів економічних зв'язків з Австрією. Швидко розвивається туризм. Велике значення має харчова промисловість, в тому числі виноробство й пивоваріння (марка «Шопроні»).

## Пам'ятки

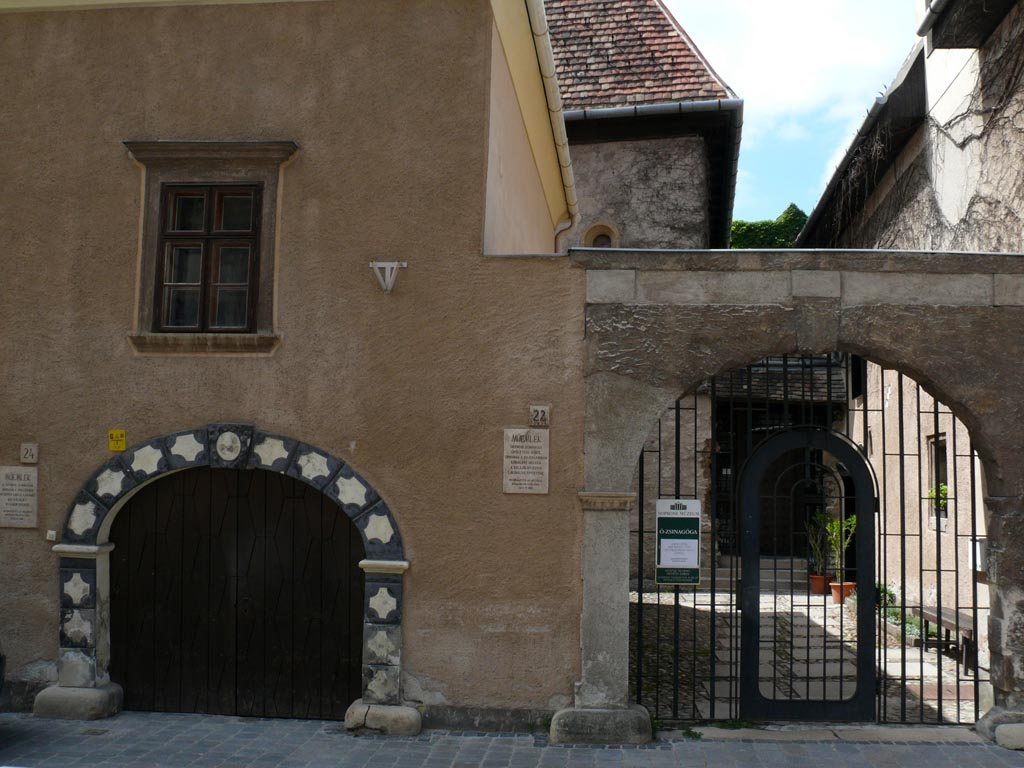
Стара синагога

- Історичний центр Шопрона є пам'ятником міського планування XVI—XVIII століть, що добре зберігся. Більшість історичних будівель центру міста — пам'ятники австрійського бароко.
- Пожежна вежа. 60-метрова вежа збудована в стилі неоренесанс. Первинна вежа була зведена у XI столітті на римському фундаменті й з того часу неодноразово перебудовувалась. У нижній частині вежі розміщена «Брама вірності» як пам'ять про референдум 1921 року, коли громадяни міста проголосували за належність Шопрона до Угорщини. Браму прикрашено девізом «Civitas Fidelissima» (Найвідданіші громадяни).
- Ансамбль центральної площі. Центральна площа (Fő tér) оточена старовинними будинками, більшість з яких є пам'ятками архітектури. Найвиразніші «дім Шторно» (нині музей), «дім генерала» (музей сучасної скульптури) та «дім Гамбринус». В центрі площі стоїть чумна колона або колона Святої Трійці (1680 рік, бароко).
- Церква домініканців. Відома також під назвою «Козина церква». Зведено у готичному стилі наприкінці XIII століття, неодноразово перебудовувалась. У сучасному вигляді церкви вже більше барочних рис, ніж готичних.
- Церква Святого Георгія. XVIII—XVIII століть, бароко. До 1674 року належала протестантам, потім її було передано католицькому ордену єзуїтів. Дзвіницю зведено у 1882 році.
- Стара синагога. Одна з найстаріших синагог Центральної Європи, збудована 1379 року.
- Лісогосподарський та лісопромисловий університет Шопрона — один з найбільших у Європі навчальних закладів, що спеціалізуються у лісоводстві та лісознавстві (засновано 1808 року)

## Спорт
У місті базується угорська футбольна команда — ФК Шопрон. У 2005 році команда вигравала кубок країни. У сезоні 2007/2008 року команда оголосила про банкрутство, після чого результати її матчів було анульовано, й команду виключено з вищого дивізіону.

## Видатні постаті

### Народились
- Ференц Ліст — відомий композитор народився 1811 році у містечку Доборьян неподалік від Шопрона.
- Антон Легар — австо-угорський, український та угорський військовий діяч, перший командир бойової групи «Наварія» Української Галицької Армії.
- Андраш Гегедюш — угорський політик XX століття, народився у селищі Сілшаркань під Шопроном.
- Іван Пінкава — хорватський скрипаль.

### Померли
- Шандор Соколаї (1931—2013) — угорський композитор.
- Герд Гонсік (1941—2018) — австрійський журналіст, письменник, поет і ревізіоніст Голокосту.

## Міста-побратими
- Бад-Вімпфен (нім. Bad Wimpfen), Німеччина
- Кемптен (Альгой) (нім. Kempten im Allgäu), Німеччина
- Медіаш (рум. Mediaş), Румунія
- Сейняйокі (фін. Seinäjoki), Фінляндія
- Роршах (нім. Rorschach), Швейцарія
- Больцано (італ. Bolzano), Італія
- Айзенштадт (нім. Eisenstadt), Австрія
- Кадзуно (Kazuno), Японія